# Chorosjovskaja
Chorosjovskaja (Russisch: Хорошёвская ) is een station van de Grote Ringlijn van de Moskouse metro. Het station zou eind 2016 geopend worden als onderdeel van de eerste fase van de derde overstap contour. In 2018 zou bij dit station de zijlijn naar Delovoj Tsentr afsplitsen van de buitenring, de opening heeft echter pas in februari 2018 plaatsgehad en de buitenring naar het westen was toen nog in aanbouw. Het station is tevens overstappunt op lijn 7 door het aansluitende station Polezjajevskaja. Dat station is destijds ook aangewezen als splitsing en heeft daarvoor een middenspoor gekregen. Dit middenspoor is verwijderd om een trap te bouwen voor de overstappers tussen Polezjajevskaja en Chorosjovskaja.